# 土井利厚
土井 利厚（どい としあつ）は、江戸時代後期の大名、老中。下総古河藩主。土井家宗家10代。
摂津尼崎藩主・松平忠名の四男。母は側室の庄司氏。正室は板倉勝清の養女（板倉勝暁の娘）。子に土井利行（次男）、土井利広（三男）、娘（永井直興婚約者）、富（細川立之正室）。従四位下・侍従・大炊頭。

## 生涯
古河藩主土井利見の養嗣子となり、はじめ利和（としかず）と名乗る。利見が相続後1か月足らずで没した後襲封し、その後45年の長きにわたり古河藩主となった。この間、寺社奉行、京都所司代、老中などの重職を歴任し、1万石の加増も得た。土井家から老中が出たのは利房以来のことであった。
利厚には跡継ぎがいなかったため（嫡子の利広は早世）、分家の三河刈谷藩主土井利徳の四男・利位を養嗣子に迎えた。

## 対ロシア外交
1804年（文化元年）9月、ロシア使節のニコライ・レザノフが長崎に来航し、以前にアダム・ラクスマンが受け取っていた入港許可書を提出して、通商を求める皇帝アレクサンドル1世の親書を受領するように、幕府に求めた。
この時に幕府の内部で議論が行われ、土井利厚は儒学者の林述斎に意見を求めた。林は、ロシアとの通商は、鎖国の方針に反するものであり拒絶するべきだ、と進言する一方、入港許可書は与えているのだから、レザノフを丁重に扱いつつ、日本の鎖国体制を説明し理解を求めるしかない、とも回答した。
しかし土井はこの進言を聞き入れず「レザノフを手荒く扱い、腹を立てさせれば、二度と日本に来る気にはならないだろう。もしもロシアがそれを理由にして攻め込んで来たとしても、日本の武士がロシア軍に遅れを取るはずもないので、大丈夫だ」と主張し、それがレザノフへの対応方針として決定された。
この結果、レザノフは半年もの間、長崎で交渉を続けたあげくに、通商を拒絶されたのみならず、長崎で囚人同様の扱いを受けた。そのため、ロシア側は態度を硬化させ、ロシア軍による攻撃につながった（文化露寇（フヴォストフ事件））。

## 略歴
- 宝暦9年（1759年） 生誕
- 安永6年（1777年）12月20日 土井利見の養嗣子となり、古河藩襲封。大炊頭。
- 天明6年（1786年）3月24日 寺社奉行就任。
- 天明8年（1788年）6月26日 寺社奉行辞任。
- 寛政8年（1796年）12月24日 寺社奉行再任。
- 享和元年（1801年）7月11日 京都所司代就任。
- 享和2年（1802年）10月19日 老中就任。
- 文政5年（1822年）3月28日 1万石加増。
- 文政5年（1822年）6月24日 老中在職のまま卒。

## 系譜
父母
- 松平忠名（実父）
- 庄司氏 - 側室（実母）
- 土井利見（養父）

正室
- 板倉勝清の養女、板倉勝暁の娘[4]

子女
- 土井鶴太郎（長男） 早世
- 娘（長女）早世
- 土井利行（次男） 早世
- 土井利広（三男）
- 娘（次女） 早世
- 娘（三女） - 永井直興婚約者
- 富（四女） - 細川立之正室

養子
- 土井利位 - 土井利徳の四男